# Kdam Eurovision
Kdam Eurovision, ook wel afgekort als Kdam, is de Israëlische voorronde van het Eurovisiesongfestival. De wedstrijd zag in 1981 het levenslicht. Israël kon het songfestival al drie keer op zijn naam schrijven, maar de winnaar is nog nooit uit een Kdam-lichting gekomen.

## Geschiedenis
In 1978 en 1979 werd de Israëlische kandidaat gekozen op het Hebrew Song & Chorus Festival, beide winnaars van dit festival wonnen ook het uiteindelijke songfestival. In 1980 werd deze wedstrijd ook gehouden maar toen nam Israël niet deel aan het songfestival (het enige land dat zijn titel nooit verdedigde), door financiële problemen kon het songfestival geen twee keer op rij in Jeruzalem doorgaan en werd de organisatie aan Nederland doorverwezen, die organiseerden het echter op een Israëlische nationale herdenkingsdag waardoor Israël verstek moest laten gaan.
Maar Kdam was toch succesvol, met vier top-10 noteringen op rij. In 1984 deed Israël niet mee en in 1990 werd hun kandidaat intern aangeduid. Na twee goede noteringen begin jaren 90 moest Israël in 1994 verstek laten gaan door de slechte notering van Lakahat Shiru in 1993. In 1995 stonden ze er weer helemaal met het liedje Amen dat de grote favoriet voor het festival was, de commentator zei zelfs dat als je alle Israëlische liedjes mixte je dit mooie resultaat zou krijgen. Israël behaalde de achtste plaats. In 1996 was er een nieuwe regel op het songfestival (een eenmalige, bleek achteraf): enkel de winnaar van 1995 was zeker van kwalificatie, alle andere deelnemers moesten door een voorselectie. De Israëlische winnaar, Galit Bell, haalde het daar niet (net zoals inzendingen uit onder andere Duitsland, Denemarken, Roemenië, Hongarije en Macedonië).
Omdat het songfestival van 1997 op een nationale feestdag werd georganiseerd was Israël er weer niet bij tot groot genoegen van Bosnië en Herzegovina, die hun plaats mochten innemen. In 1998 keerde het land terug, dit keer zonder Kdam en met Dana International haalde Israël zijn derde zege. Zo is Israël ook het enige land dat won terwijl het in het voorgaande jaar niet mee had gedaan. Ook de volgende 2 jaar werd de kandidaat intern aangeduid maar in 2001 stond Kdam er opnieuw. In 2002 en 2004 was er geen echte Kdam, maar slechts een soort mini-Kdam. De kandidaat van die 2 jaren werd immers intern gekozen, maar in de mini-Kdam stelden ze enkele liedjes voor waar de mensen thuis uit mochten kiezen.
In 2005 kwam er weer een volwaardige Kdam die Shiri Maimon met vlag en wimpel won. Ze zong Israël naar een vierde plaats, terwijl ze in de halve finale slechts 7de was. De Kdam van 2006 verliep wat rommelig, nadat alle kandidaten werden bekendgemaakt kwam later het bericht dat toch intern een kandidaat zou gekozen worden wegens geldproblemen bij zender IBA, maar uiteindelijk komt er toch een Kdam. In 2007 was dit niet het geval en wees een speciaal ingestelde commissie de groep Tea-packs aan.

## Lijst van winnaars
| Jaar | Artiest                     | Lied                                |
| ---- | --------------------------- | ----------------------------------- |
| 1981 | Habibi                      | Halaila                             |
| 1982 | Avi Toledano                | Hora                                |
| 1983 | Ofra Haza                   | Chai                                |
| 1985 | Izhar Cohen                 | Olé olé                             |
| 1986 | Moti Giladi & Sarai Tzuriel | Javo jom                            |
| 1987 | Lazy Bums                   | Shir habatlanim                     |
| 1989 | Gili & Galit                | Dereh hamelech                      |
| 1991 | Duo Datz                    | Kan                                 |
| 1992 | Dafna Dekel                 | Ze rak sport                        |
| 1993 | Lahakat Shiru               | Shiru                               |
| 1995 | Liora                       | Amen                                |
| 1996 | Galit Bell                  | Shalom olam                         |
| 2001 | Tal Sundak                  | Ein davar                           |
| 2003 | Lior Narkis                 | Words for love                      |
| 2005 | Shiri Maimon                | Hasheket shenish'ar                 |
| 2006 | Eddie Butler                | Ze hazman                           |
| 2008 | Bo'az Ma'uda                | The fire in your eyes (ke'ilu kan)  |
| 2009 | Noa & Mira Awad             | There must be another way (einaich) |
| 2010 | Harel Skaat                 | Milim                               |
| 2011 | Dana International          | Ding dong                           |
| 2013 | Moran Mazor                 | Rak bishvilo                        |

Voor de uitslagen van Israël op het Eurovisiesongfestival, zie Israël op het Eurovisiesongfestival.